# Cyrto-hypnum synoicum
Cyrto-hypnum synoicum là một loài rêu trong họ Thuidiaceae. Loài này được (A. Touw) W.R. Buck & H.A. Crum mô tả khoa học đầu tiên năm 1990.